# Sebastian Bachmann (Biologe)
Sebastian Bachmann (* in Berlin) ist ein deutscher Anatom und Zellbiologe an der Charité, Berlin. Er gilt als Experte für Struktur, Funktion und molekulare Ausstattung der Nierenkanälchen.

## Leben und Wirken
Bachmann studierte Biologie und Philosophie in Kiel, Salzburg und Paris. 1978 promovierte er mit der Arbeit Axialorgan der Echinodermen in Zoologie. 1990 habilitierte er in Anatomie und Zellbiologie. In Heidelberg arbeitete er als Forscher, bevor er 1995 eine Professur für Anatomie an der Charité erhielt. Er leitete das dortige Institut für Vegetative Anatomie. Seit 2005 war er Sprecher des DFG-Forschungsbereichs FOR 667 Epitheliale Mechanismen der renalen Volumenregulation. Heute (Stand 2024) hat er eine Professur am Institut für Zellbiologie und Neurobiologie der Charité inne.
Sebastian Bachmann befasst sich mit der Funktion der Niere und ihrer Bedeutung für die Regulation des Blutdrucks. 2009 erhielt er die Jacob-Henle-Medaille der medizinischen Fakultät der Georg-August-Universität Göttingen „für seine medizinisch bedeutsame Arbeit auf dem Gebiet der funktionellen Anatomie und der Physiologie der Niere“.
Bachmann sind in der Datenbank Scopus zwei Autorenprofile mit einem h-Index von 43 bzw. 54 zuzuordnen (jeweils Stand Mai 2024).